# مقاطعة مهدينتي
مهدينتي هي مقاطعة في رومانيا على الحدود مع صربيا وبلغاريا تقع في الغالب في مقاطعة أولتينيا التاريخية، مع بلدية واحدة ( اورشوفا ) وثلاث بلديات ( دوبوفا وايلنيا وسفنيتا ) تقع في بنات. مقرالمقاطعة هو دروبيتا تورنو سيفيرين.

## التركيبة السكانية
في عام2011 كان عدد سكانها254570 نسمة وبلغت الكثافة السكانية 51.6 / كم 2 .
- الرومانيون - 96.1٪ [3]
- روما - 3٪
- آخرون (بما في ذلك الصرب والهنغاريين والألمان ) - 0.9٪

| عام  | سكان المقاطعة |
| ---- | ------------- |
| 1948 | 304,788       |
| 1956 | ▼ 304,091     |
| 1966 | ▲ 310.021     |
| 1977 | ▲ 322,371     |
| 1992 | ▲ 332,091     |
| 2002 | ▼ 306732      |
| 2011 | ▼ 254570      |

## جغرافية

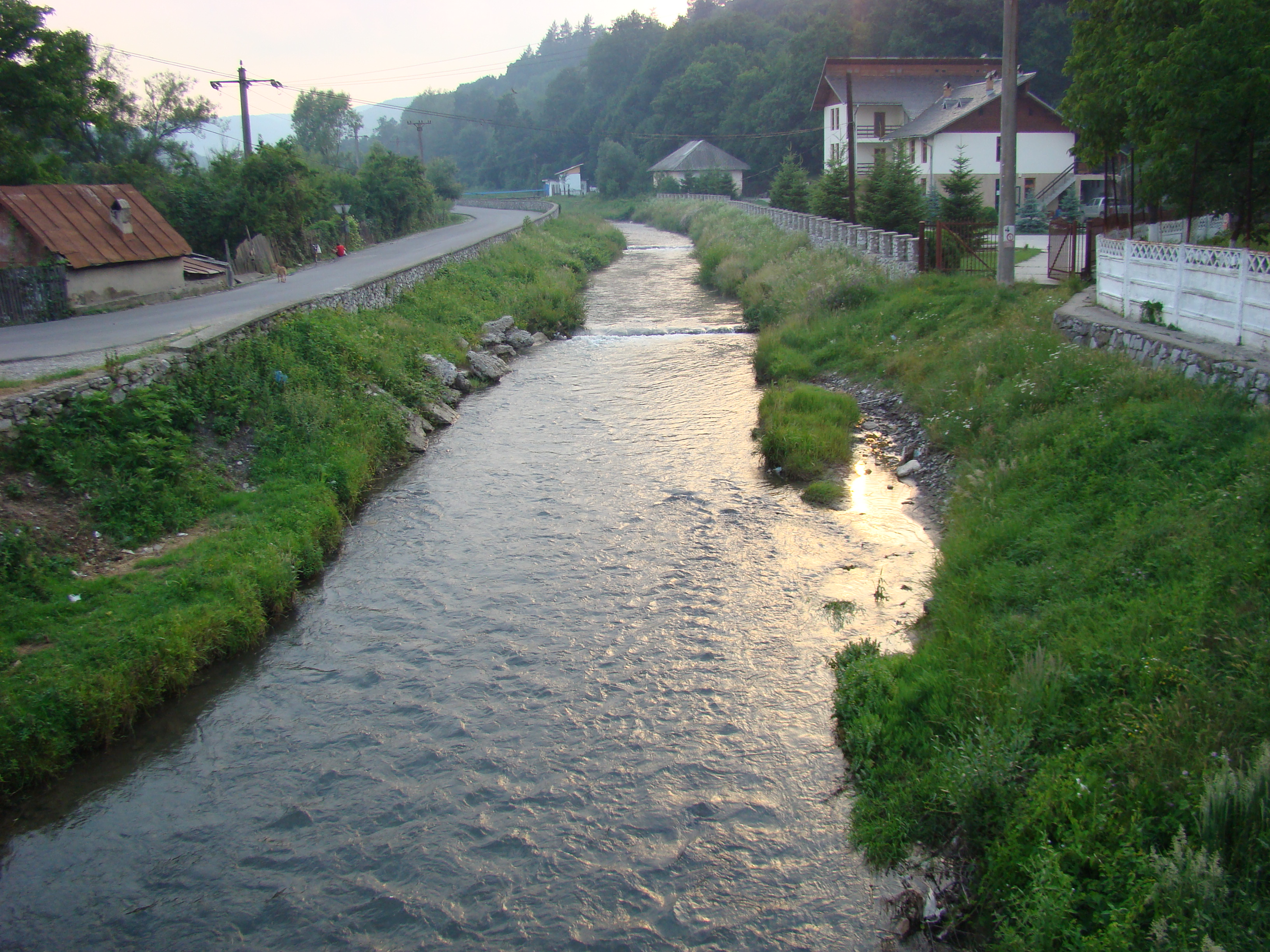
نهر بولبا في بايا دي أرامي

تبلغ مساحة هذه المقاطعة 4,933 كم 2 .
في الشمال الغربي توجد جبال مهديني بارتفاع يصل إلى 1500 متر، وهي جزء من الطرف الغربي لجنوب الكاربات .
تنخفض المرتفعات باتجاه الشرق، مروراً بالتلال إلى سهل مرتفع - الطرف الغربي من السهل الروماني .
في الجنوب، يتدفق نهر الدانوب،ويشكل واديًا واسعًا، به قنوات وبرك.نهر آخر مهم هو نهر موترو في الجانب الشرقي، وهو نهر ثري من نهر جيو. كما يوجد في الجانب الغربي نهر سيرنا الذي يشكل ممرًا بين منطقة أولتينيا ومنطقة بنات .

### الجيران
- بلغاريا في الجنوب - مقاطعة فيدين .
- صربيا في الغرب والجنوب الغربي - منطقة بور .
- مقاطعة Caraș-Severin في الشمال الغربي.
- مقاطعة جرج في الشمال الشرقي.
- مقاطعة دولج في الجنوب الشرقي.

## الاقتصاد
تم تطوير القطاع النشط بشكل كبير في المقاطعة، على نهر الدانوب كونه محطتين كبيرتين لتوليد الطاقة الكهرومائية (بوابات حديد 1 وبوابات حديدية 2) يوجد أيضًا في شمال شرق دروبيتا تورنو سيفيرين مجمع للمياه الثقيلة(روماج برود)
الصناعات السائدة في المحافظة هي:
- الصناعة الكيماوية.
- صناعة المواد الغذائية والمشروبات.
- صناعة المنسوجات.
- صناعة المكونات الميكانيكية.
- صناعة معدات السكك الحديدية والسفن.
- صناعة الخشب والورق.

في الشمال، يتم استخراج الفحم والنحاس .
الجنوب زراعي بشكل أساسي، وهو مناسب لزراعة الحبوب على الأسطح الكبيرة.كما تُزرع الخضروات وتوجد مساحات مهمة من النبيذ وبساتين الفاكهة.

## السياحة
الوجهات السياحية الرئيسية هي:

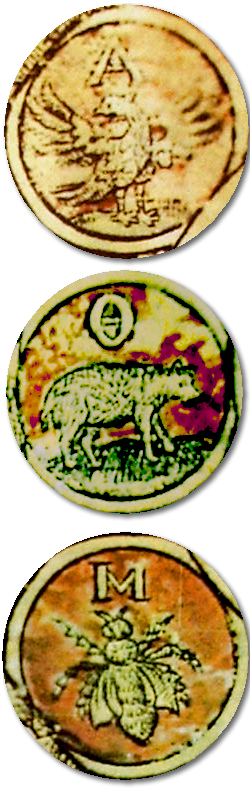
1715 شعار النبالة من ARGES ، تيليورمان وMEHEDINTI محافظة على frontispice من دير Antim

- مدينة دروبيتا تورنو سيفيرين - أطلال جسر تراجان الأول فوق نهر الدانوب
- مدينة .
- جبال مهديني .
- بوابات الدانوب الحديدية .
- دير بايا دي أرامي

## سياسة
يتألف مجلس محافظة مهديني، المنتخب في انتخابات الحكومة المحلية لعام 2016،من 31 مستشارًا، مع التشكيل الحزبي التالي:

## التقسيمات الإدارية

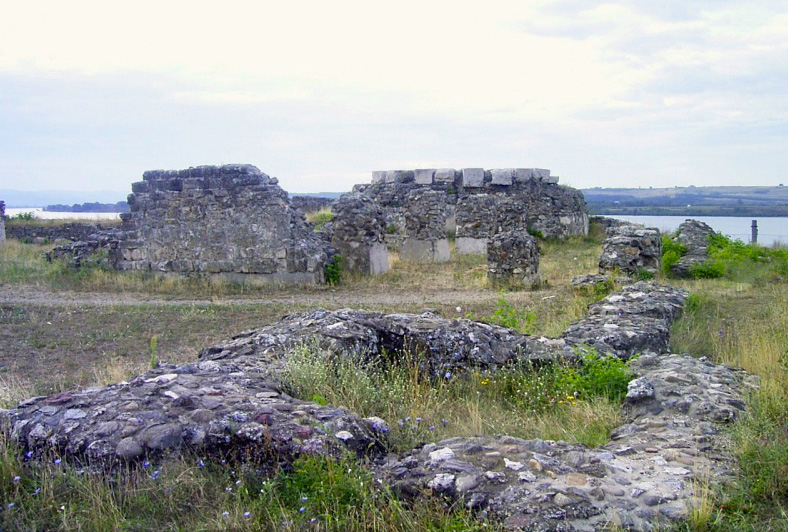
أنقاض جسر تراجان ، دروبيتا تورنو سيفيرين

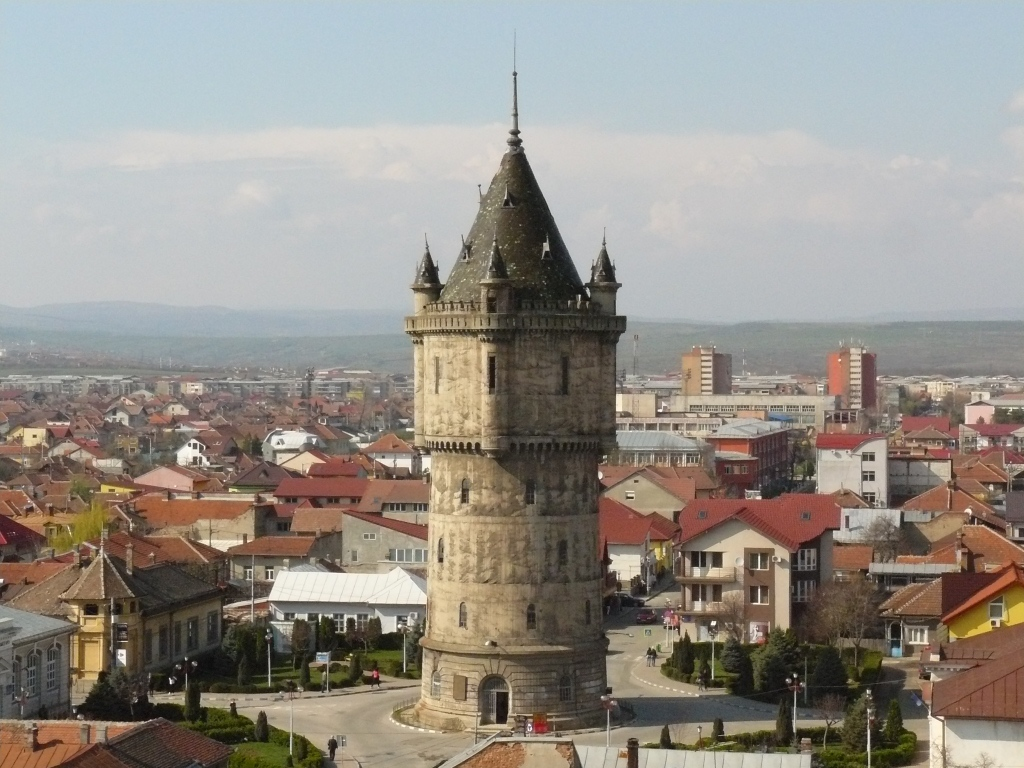
دروبيتا تورنو سيفيرين

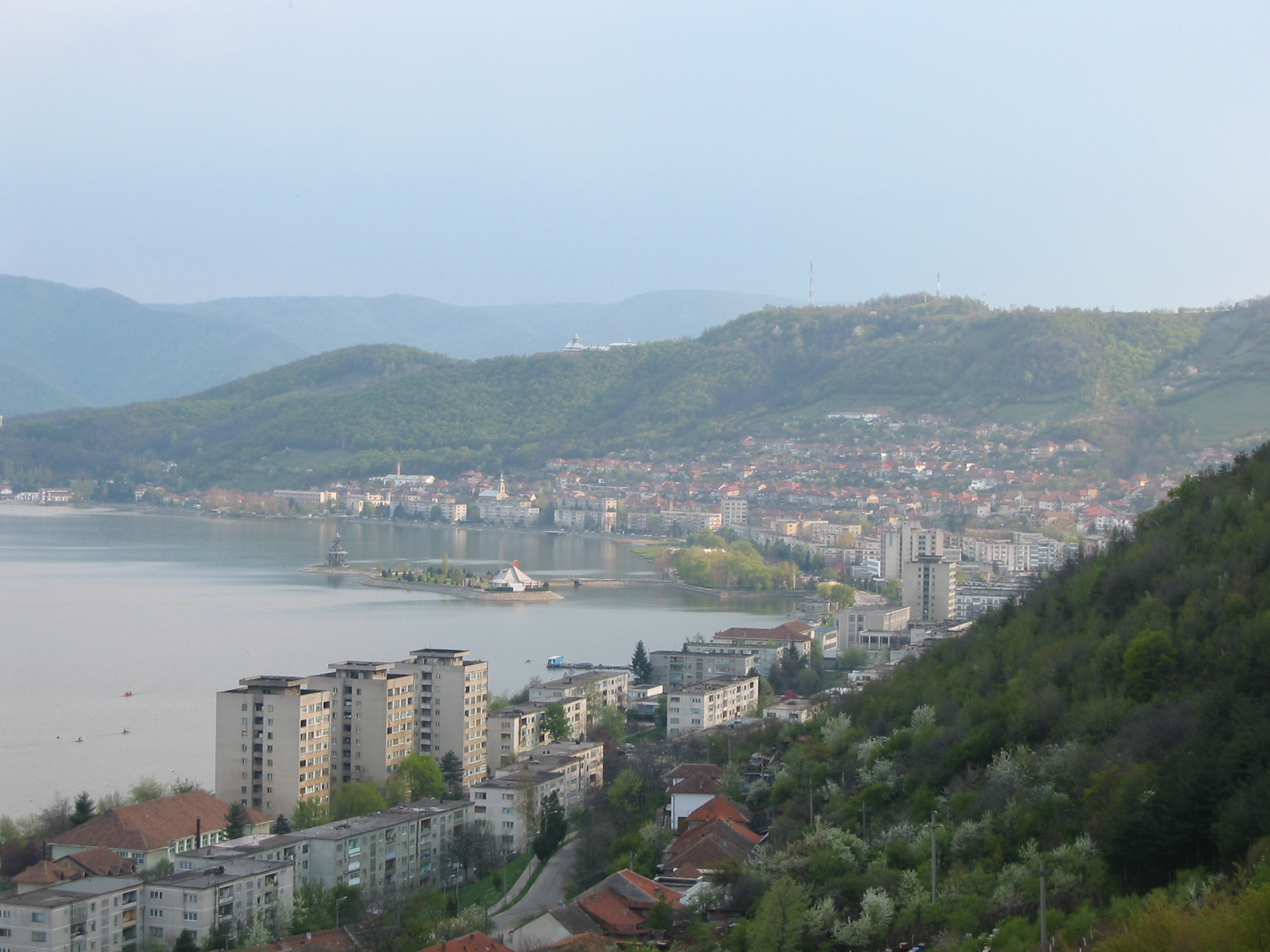
أورشوفا

تضم مقاطعة مهديني بلديتين و3 مدن و61 بلدية
- البلديات
  - دروبيتا تورنو سيفيرين - العاصمة ؛ السكان: 86,475 (اعتبارًا من 2011)
  - أورشوفا
- المدن
  - بايا دي أرامي
  - Strehaia
  - فانجو ماري

• الكومات
• باكليش
• بالا
• بالاسيدا
• اولتي
• بالايستي
• برانتي
• بريزنتا أو كول
• بروتيني
• بوريلا ماري
• يوتوياستي
• كازنستي
• سييريو
• كوركوفا
• كورلزيل
• كورلنيل
• كوجمير
• دارفاري
• ديفيل
• دوبوفا
• دامبرافا
• ايشلنيا
• فلوريتي
• جارلا ماري
• جودياتو
• جوجوو
• جورتي
• جروزتي
• جرويا
• هينوفا
• هوسنيشورار
• إيلوف
• اسفيرنا
• ازفورو البارزي
• جيانا
• لايفريل
• مالوف
• اوبورسي ادي كاند
• اويريا كلوشاني
• اوبريسور
• بيدنيا ماري
• بيتوليلي
• بودتي
• بوتواريل
• بوروينا ماري
• بريستول
• برونيور
• بوتغينا
• روجوفا
• سالسيا
• شيشتي
• قردي
• اوقارنا
• استتق شاوا
• سفنيتا
• تمنى
• فانتوري
• فاتجولي
• فليديع
• فولوباك
• فراتا

## مقاطعة تاريخية
تاريخياً، كانت المحافظة تقع في الجزء الجنوبي الغربي من رومانيا الكبرى،في الجزء الغربي من منطقة أولتينيا التاريخية. كانت عاصمتها تارجو جيو،كانت مقاطعة مقاطعة الحربين جزءًا كبيرًا من مقاطعة مهديني الحالية في الوقت الحاضر، تضم أراضيها جزءًا كبيرًا من الأراضي الحالية لمحافظة مهديني باستثناء الجزء الشمالي الذي ينتمي إلى مقاطعة غورج،في حين أن جزءًا صغيرًا من مقاطعة سيفيرين السابقة حيث تقع أورسوفا هو حاليًا جزء من مقاطعة مهدينتي.
تحدها من الغرب مملكة يوغوسلافيا،ومن الشمال الغربي مقاطعة سيفرين، ومن الشمال مقاطعة هونيدوارا،ومن الشرق مقاطعتي غورج ودولج،ومن الجنوب مملكة بلغاريا .

### الإدارة

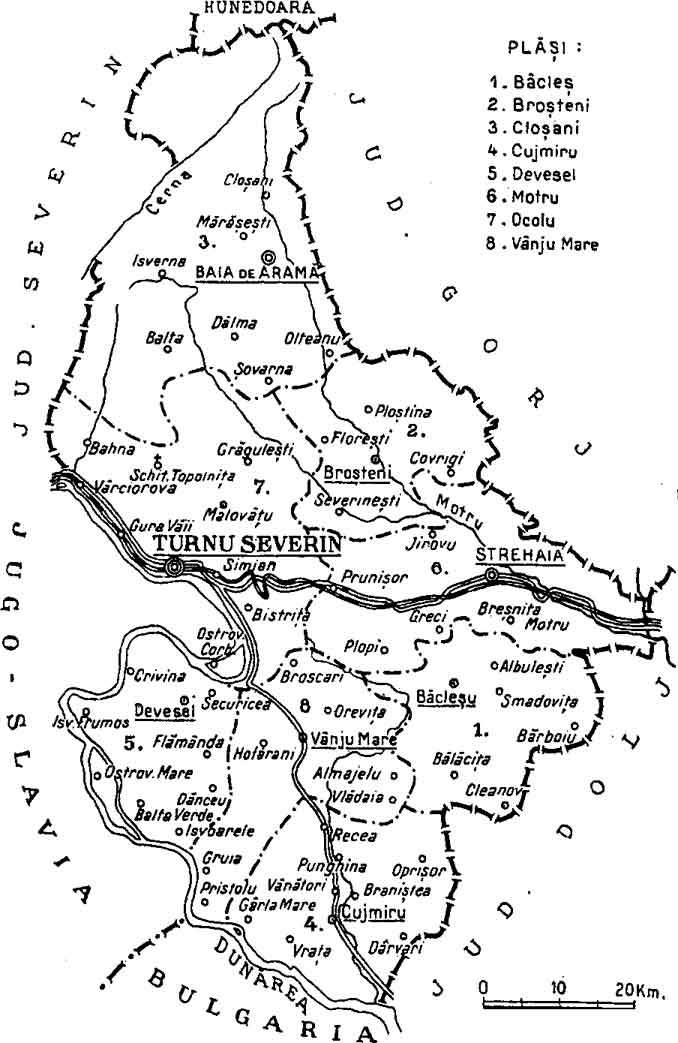
خريطة مقاطعة مهديني كما تشكلت عام 1938.

تم تقسيم المقاطعة في الأصل إلى أربع مناطق إدارية(لاش ) 
1. بلاسا كامبول
2. Plasa Cloșani ، ومقرها في Cloșani
3. بلاسا موترو، ومقرها في موترو
4. بلاسا أوكولول، ومقرها في تورنو سيفيرين

بعد ذلك، تم حل بلاسا كامبول واستبداله بخمس مناطق أخرى:
1. بلاسا بكلي، ومقرها في بكلي
2. بلاسا بروتيني، ومقرها في بروتيني
3. بلاسا كوجمير، ومقرها في كوجميرو
4. Plasa Devesel ، ومقرها في Devesel
5. بلاسا فانجو ماري، ومقرها في فانجو ماري

### تعداد السكان
وفقًا لبيانات تعداد عام 1930،كان عدد سكان المقاطعة 303878 نسمة، مقسمون عرقياً على النحو التالي: 98.7٪ رومانيون، 1.2٪ رومانيون، بالإضافة إلى أقليات أخرى. من وجهة النظر الدينية، كان السكان 99.0٪ من الأرثوذكس الشرقيين،0.5٪ من الروم الكاثوليك،0.2٪ من اليهود، بالإضافة إلى الأقليات الأخرى.

#### سكان الحضر
في عام 1930،كان السكان الحضريون في المقاطعة يتألفون من 91.3٪ من الرومانيين و 2.5٪ من الألمان و 1.3٪ من الغجر و 1.3٪ من اليهود و 1.1٪ من الصرب والكروات، فضلاً عن الأقليات الأخرى. من وجهة النظر الدينية، كان سكان الحضر يتألفون من 92.9٪ أرثوذكسي شرقي،4.3٪ روم كاثوليك،1.5٪ يهود،0.4٪ كاثوليك يونانيون،0.4٪ لوثريون، بالإضافة إلى أقليات أخرى.